# Germán Filloy
Germán Filloy (18 ottobre 1957) è un ex cestista argentino.

## Biografia
È il padre dei cestisti Ariel Filloy e Demián Filloy, che hanno raggiunto rispettivamente la nazionale italiana e la Serie A italiana, oltre che di Pablo e Juan, anche loro cestisti.

## Carriera

### Club
Iniziò la carriera nell'Hindú Club di Córdoba, squadra con cui nel 1982 raggiunse la finale del Campeonato Argentino de Clubes (la massima serie nazionale dell'epoca), persa contro l'Obras Sanitarias. Successivamente si unì proprio all'Obras Sanitarias per disputare il Campeonato Sudamericano de Clubes Campeones, dove il team si classificò secondo. Nel maggio dello stesso anno si trasferì in Brasile firmando con il Sírio, con cui vinse la Taça Brasil del 1983 e il Campeonato Sudamericano de Clubes Campeones del 1984. Nel 1985 si trasferì al Flamengo dove conquistò esclusivamente titoli statali, senza quindi ottenere successi a livello nazionale.
Nel 1986 tornò in Argentina con l'ingaggio da parte dell'Atenas de Córdoba, rifiutando la proposta di naturalizzazione brasiliana. Nel frattempo migliorato difensivamente, vinse la Liga Nacional de Básquet nel 1987 e nel 1988, venendo nominato MVP nel primo anno. Ripresosi da un grave infortunio ad un ginocchio, nel 1989 giocò brevemente con il Club Atlético Pacífico di Bahía Blanca, club che però non riuscì a terminare la stagione per problemi economici. Tornò quindi all'Atenas come sesto uomo, contribuendo alla vittoria di due titoli nazionali (1990, 1992) e venendo nominato miglior sesto uomo del campionato nel 1991-92. Nel 1992 passò al Banco di Córdoba, ma gli infortuni lo portarono al ritiro dopo poche partite.

### Nazionale
Con l'Argentina disputò i Campionati americani del 1988. In alcune altre occasioni declinò la convocazione in nazionale per sua stessa decisione.

## Palmarès
- Campionato argentino: 4

Atenas Cordoba: 1986, 1988, 1990, 1992